# ويل ماهوني
ويل ماهوني (بالإنجليزية: Will Mahoney)‏ هو ممثل أسترالي، ولد في 5 فبراير 1894، وتوفي في 9 فبراير 1967.

## ترشيحات
- جائزة توني لأفضل ممثل في مسرحية موسيقية [الإنجليزية]‏ (1956)

## وصلات خارجية
- ويل ماهوني على موقع IMDb (الإنجليزية)
- ويل ماهوني على موقع ميوزك برينز (الإنجليزية)
- ويل ماهوني على موقع قاعدة بيانات برودواي على الإنترنت (الإنجليزية)
- ويل ماهوني على موقع قاعدة بيانات الفيلم (الإنجليزية)